# شانغشن
شانغشن (بالصينية: 上陈) هو موقع أثري يعود للعصر الحجري القديم في قرية شانغشن في مدينة يوشان (ص) التابعة لأقليم شنشي الصيني. الأدوات الحجرية التي عثر عليها في الموقع يعود تاريخها لـ2.12 مليون سنة وتعتبر أقرب الأدلة المعروفة لتواجد أشباه البشر خارج أفريقيا متجاوزاً موقع دمانيسي في جورجيا بحوالي 300 ألف سنة. موقع شانغشن الأثري كان مستوطناً لمدة 850 ألف سنة، وأحدث الأدوات التي وجدت تعود إلى 1.26 مليون سنة مضت. لم يُعثر على حفريات بقايا أشباه بشر في الموقع.

## الاكتشاف والتنقيب
وُجدت الحفريات في مقاطعة لانتيان لجنس الإنسان المنتصب  التي تسمى الآن «إنسان لانتيان» والتي تم اكتشافها في عام 1964. وأقدم أحفورة هي جمجمة حيث أُورخت مبدئيا لما قبل 1.15 مليون سنة مضت. وفي عام 2001 قرر الجيولوجي تشو تشاو يو وعلماء آخرين النظر والبحث في الموقع مرة أخرى ليعقبوا القول بأن الجمجمة كانت تعود لما قبل 1.63 مليون سنة.
فريق تشو مسح المنطقة حول موقع الأحفورة واكتشف أدوات حجرية مدفونة على عمق كبير في جانب من أخدود في شانغشن وعلى بعد يقل من ثلاثة أميال. انضم إلى الفريق في وقت لاحق العالم البريطاني روبن دينيل في عام 2010 و فتشوا وبحثوا في الأخدود بشكل دقيق وحفروا الموقع في 2004 حتى 2017 ونشر نتائج ذلك البحث والتدقيق في تموز/يوليو 2018 في مجلة نيتشر.

## النتائج
تم العثور على 96 قطعة من الأدوات الحجرية في شانغشن. وتم العثور عليها في 17 طبقة حفرية. أقدم الأدوات يعود تاريخها إلى 2.12 مليون سنة وأحدث أداة فيها تعود إلى 1.26 مليون سنة حيث كان الموقع مشغولاً ومستوطناً حينها (ليس بالضرورة بشكل مستمر) لمدة 850 ألف سنة. بعض الأدوات التي تم العثور عليها مع بقايا عظام حيوانات تشمل الغزلان والأبقار. وقد تكون هناك بقايا أقدم لا تزال غير مكتشفة في طبقات أعمق من شانغشن ولا يمكن الوصول إليها (حتى عام 2018) بسبب الأنشطة الزراعية.